# Territorio Federal Delta Amacuro
El Territorio Federal Delta, posteriormente Delta Amacuro, es el nombre con el que se conocía hasta 1991 al actual Estado Delta Amacuro de Venezuela.

## Historia
Los orígenes del «Territorio Federal Delta Amacuro» se remontan al cantón Piacoa de la Provincia de Guayana, que abarcaba un área similar al hoy estado; el delta del Orinoco fue segregado del Estado Guayana el 27 de abril de 1884 y se formó con el un territorio denominado «Territorio Federal Delta» con capital en la ciudad de Pedernales; la capitalidad es trasladada a Tucupita (recién fundada en 1848) el 14 de noviembre de 1887; los límites para el territorio federal fueron los siguientes:

Al norte y al este, el Golfo de Paria y el Océano Atlántico; al oeste la línea divisoria entre los que fueron Estado de Guayana y 
Maturín; al sur el Territorio Yuruary, y al sureste la Guayana Inglesa.

El 21 de octubre de 1893 el general Manuel Guzmán Álvarez decretó la eliminación del «Territorio Federal Delta» incorporando su área al Estado Bolívar. El 26 de abril de 1901 el general Cipriano Castro, presidente provisional de los Estados Unidos de Venezuela, decretó la recreación del territorio con nombre «Territorio Federal Delta Amacuro» y designó a San José de Amacuro como su capital. Cuatro años más tarde, el 16 de mayo de 1905, se trasladó la capital a Tucupita.

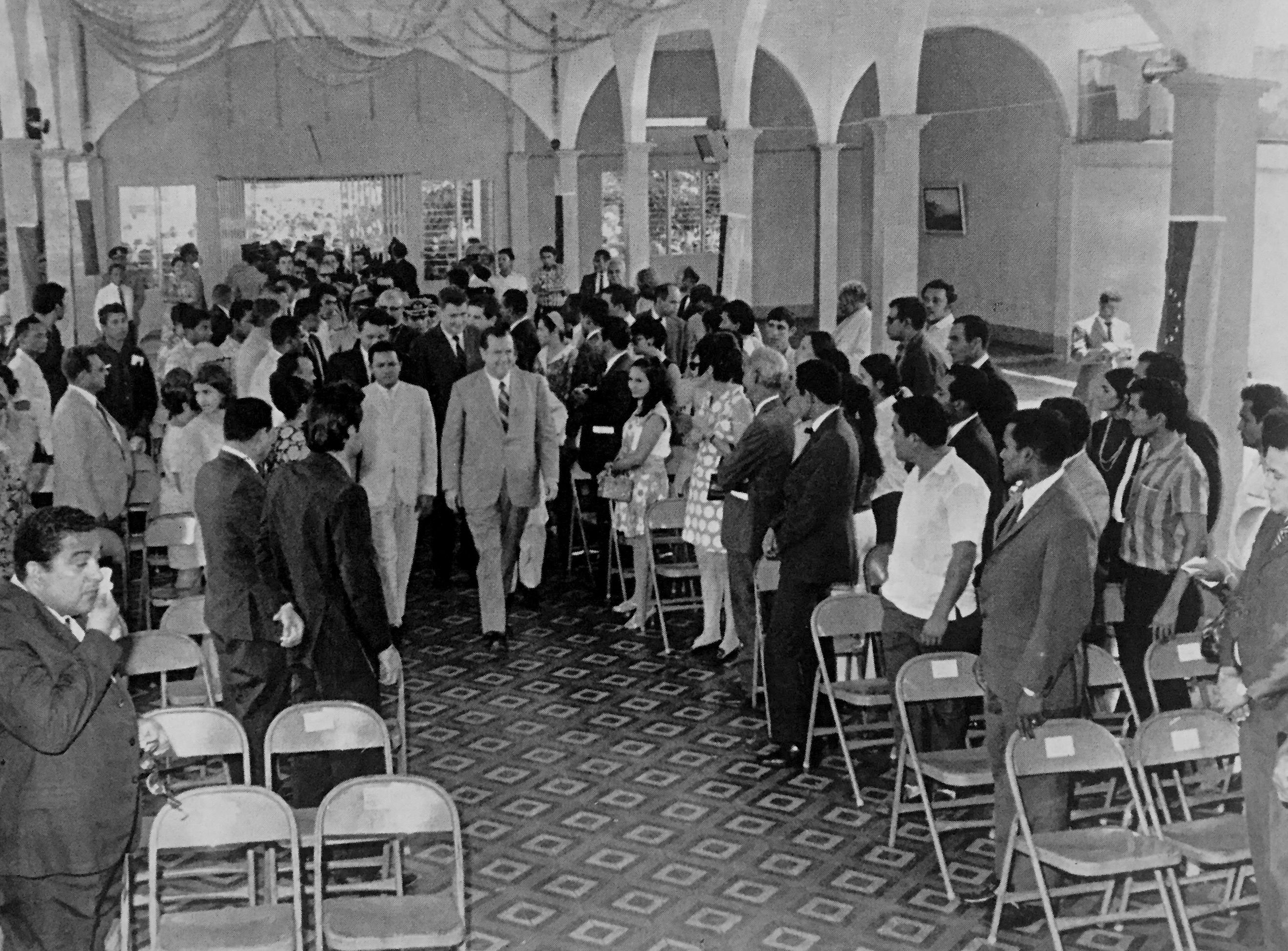
Visita del presidente Rafael Caldera al Concejo Municipal de Tucupita en 1970.

En 1905 el territorio fue dividido en seis municipios: Amacuro, Curiapo, El Toro, Pedernales y Piacoa. En 1936 se subdividió en departamentos, siendo estos Amacuro, Antonio Díaz, Pedernales y Tucupita, los cuales fueron reducidos en 1940 a los de Antonio Díaz, Pedernales y Tucupita. La categoría de Territorio Federal la mantuvo hasta el 3 de agosto de 1991, cuando por decreto del Congreso de la República de Venezuela fue convertido en el Estado Delta Amacuro.

## División territorial
El Territorio Delta Amacuro Amazonas estaba dividido en departamentos para su administración; hacia el final de la existencia del territorio estos eran:
- Departamento Tucupita, con capital en Tucupita.
- Departamento Pedernales, con capital en Pedernales.
- Departamento Antonio Díaz, con capital en Curiapo.